# Veniliornis cassini
A Veniliornis cassini a madarak (Aves) osztályának harkályalakúak (Piciformes) rendjébe, ezen belül a harkályfélék (Picidae) családjába tartozó faj.

## Előfordulása
Brazília északi részén, valamint Kolumbia, Francia Guyana, Guyana, Suriname és Venezuela területén honos. A természetes élőhelye szubtrópusi és trópusi síkvidéki esőerdők